# Gutuapseudes manda
Gutuapseudes manda is een naaldkreeftjessoort uit de familie van de Parapseudidae. De wetenschappelijke naam van de soort is voor het eerst geldig gepubliceerd in 1997 door Edgar.